# Ян Опоровський (бжесць-куявський воєвода)
Ян Опоровський гербу Сулима (бл. 1470 — перед 28 червня 1540) — польський шляхтич, військовик та урядник Королівства Польського.

## Життєпис
Син бжесць-куявського та мазовецького воєводи Яна Опоровського та його дружини Зофії з Журавиці — доньки перемиського каштеляна Добеслава Одровонжа. Рідний брат Анджея — каноніка куявського (разом з ним навчався в Болонському університеті, від Папи Інокентія VIII отримав 21 серпня 1488 дозвіл на нижчі ступені свячень), двоюрідний — ленчицького воєводи Анджея Опоровського. По смерті батька, з братами Анджеєм, Феліксом: отримав крушвицьку «тенуту»; 1 травня 1501 року — звільнення міста від усіх податків через пожежу. 1504 року мав намір стати каноніком у Ґнєзно; не отримавши посади, відмовився від духовного стану. 23 лютого 1507 став крушвицьким каштеляном.
4 червня 1508 року він і його брат Анджей провели поділ спільного майна. Згідно з цим, Ян Опоровський отримав: державлену королівщину Крушвицю та прилеглі села; маєтності після батька: замок Опорув із селами; по матері — маєтності в Галицькій Русі (у Львівському, Городоцькому, Перемиському повітах), зокрема, королівщини Мервичі, половину Куликова, Мокрочин, Чунів, Кам'янобрід, Блищиводи, Передрімихи, Воля, Чернява; частину дідичних маєтностей Одровонжів: Журавиця, Мацейковичі, Бісковичі. Восени 1509 року супроводжував польського короля в подорожі до Русі. 12 листопада 1509 року у Львові зрікся опіки над родичкою — Евою Яричовською — на користь іншого родича Миколая Конюшецького, перемиського войського. Відразу після 24 лютого 1525 року став іновроцлавським воєводою, 6 вересня 1532 — бжесць-куявським. Мав добрі стосунки з Анджеєм Кшицьким. У 1535—1537 роках король дав йому згоду продати кілька королівщин.
Ян Опоровський був одружений з донькою сєрадзького воєводи Амброзія Памповського. Діти: Анна — дружина познанського воєводича Ґжеґожа Любранського, бжесць-куявського воєводи Томаша Любранського, іновлодзького старости Якуба Джевіцького.